# Cidra (città)
Cidra è una città di Porto Rico situata nella zona centro-orientale dell'isola. L'area comunale confina a nord con Comerío e Aguas Buenas, a est con Caguas, a sud con Cayey e a ovest con Aibonito e Barranquitas. Il comune, che fu fondato nel 1809, oggi conta una popolazione di quasi 15 000 abitanti ed è suddiviso in 12 circoscrizioni (barrios).